# Sonatas para violín números 5-10 (Mozart)
Las serie de seis sonatas para teclado con acompañamiento de violín o flauta, K. 10-15, fueron compuestas por Wolfgang Amadeus Mozart a finales del año 1764 en Londres, en el transcurso del viaje de la familia Mozart por Europa. Fueron encargados por la reina consorte  del Reino Unido, Carlota de Mecklemburgo-Strelitz, el 25 de octubre y las obras le fueron dedicadas el 18 de enero de 1765. Fueron publicados como el opus 3 de Mozart.
Algunos manuscritos incluyen una parte de violonchelo como acompañamiento, en la que este instrumento doblas las notas principales que interpreta la mano derecha en el teclado. A causa de esto, existe cierta ambigüedad en cuanto a si se deben clasificar estas obras como sonatas para violín, sonatas para flauta o tríos con teclado.
Es probable que las obras recibieran la influencia de una serie de sonatas para la misma instrumentación (Op. 2), obra de Johann Christian Bach, que a la sazón era el profesor de música de la reina. C. P. E. Bach trabó amistad con el pequeño Mozart y se convirtió en una de las principales influencias para el envolvente estilo del joven compositor.

## N.º 5 (KV 10) en si bemol mayor
La obra consta de tres movimientos:
1. Allegro
2. Andante
3. Menuetto I y II

## N.º 6 (KV 11) en sol mayor
La obra consta de tres movimientos:
1. Andante
2. Allegro
3. Menuetto (da capo Allegro)

## N.º 7 (KV 12) en la mayor
La obra consta de dos movimientos:
1. Andante
2. Allegro

## N.º 8 (KV 13) en fa mayor
La obra consta de tres movimientos:
1. Allegro
2. Andante
3. Menuetto I y II

## N.º 9 (KV 14) en do mayor
La obra consta de tres movimientos:
1. Allegro
2. Allegro
3. Menuetto I y Menuetto II en Carillon

## N.º 10 (KV 15) en si bemol mayor
La obra consta de dos movimientos:
1. Andante maestoso
2. Allegro grazioso